# 竈山站
竈山站（日语：／ Kamayama eki */?）是位於和歌山縣和歌山市和田，屬於和歌山電鐵的貴志川線車站。車站編號為「05」。

## 歷史
- 1916年（大正5年）2月15日 - 山東輕便鐵道車站啟用。
- 1929年（昭和4年）11月 - 公司改名為山東鐵道。
- 1931年（昭和6年）4月28日 - 公司改名為和歌山鐵道。
- 1957年（昭和32年）11月1日 - 公司合併至和歌山電氣軌道，成為和歌山電氣軌道鐵道線車站。
- 1961年（昭和36年）11月1日 - 與南海電氣鐵道合併，成為南海電氣鐵道貴志川線車站。
- 2006年（平成18年）4月1日 - 和歌山電鐵繼承貴志川線，成為和歌山電鐵貴志川線車站。

## 車站構造
本站是地面車站，設有1面1線的單式月台。此站曾設有2面2線的相對式月台，現時還可看到舊月台遺蹟。本站的站房已經撤走，站名標使用南海本線最新型款式。本站目前是無人車站，站內沒有設置自動售票機和自動閘機，也不可使用Surutto KANSAI對應的車票。

## 利用狀況
在2019年（令和元年）度，此站1日平均上下車人次為486人。
以下為各年度1日平均上下車人次列表。
| 年度   | 1日平均 上下車人次 |
| ------ | ------------------ |
| 1980年 | 544                |
| 1985年 | 367                |
| 1990年 | 378                |
| 1995年 | 467                |
| 2000年 | 458                |
| 2001年 | 450                |
| 2002年 | 374                |
| 2003年 | 360                |
| 2004年 | 344                |
| 2005年 | 341                |
| 2006年 | 540                |
| 2007年 | 539                |
| 2008年 | 526                |
| 2009年 | 521                |
| 2010年 | 522                |
| 2011年 | 524                |
| 2012年 | 519                |
| 2013年 | 551                |
| 2014年 | 547                |
| 2015年 | 564                |
| 2016年 | 535                |
| 2017年 | 529                |
| 2018年 | 509                |
| 2019年 | 486                |

## 車站周邊
- 竈山神社（日语：竈山神社） - 車站南邊600米
- 和田郵局
- Price Cut（日语：オークワ）神前店
- 稻田醫院

## 相鄰車站
和歌山電鐵
貴志川線
神前（04）－竈山（05）－交通中心前（06）

## 注腳
1. ↑  令和元年度和歌山県公共交通機関等資料集PDF（日語）

## 外部連結
- 竈山站（不同站的時間表）PDF（日語） - 和歌山電鐵
- 國土地理院地圖參閱服務 （页面存档备份，存于）（日語） - 竈山站周邊的1/25000地形圖 （页面存档备份，存于）（日語）